# Adam Zagajewski
Adam Zagajewski (21. června 1945, Lvov – 21. března 2021, Krakov) byl polský básník, prozaik, esejista a překladatel. Býval považován za jednu z nejvýznamnějších literárních osobností Polska. Byl synem Tadeusze Zagajewského. V rané tvorbě byl spojován s polským literárním směrem Nowa fala (Nová vlna).
Jeho báseň Září ze sbírky Ohnivá země pojednává o básníkově návštěvě Prahy a hledání domu Vladimíra Holana. Je dedikována Petru Královi, s nímž se setkal ve Francii během emigrace.

## Život
Vystudoval filosofii a psychologii v Krakově na Jagellonské univerzitě, asistoval na Hornicko-hutnické akademii. Po podepsání protisovětské petice List 59 v roce 1975 se stal zakázaným autorem. Od roku 1982 žil v emigraci v Paříži, poté v Americe, kde přednášel na houstonské univerzitě. Do Polska se vrátil v roce 2002. Do smrti žil v Krakově.

## Dílo

### Básnické sbírky
- Komunikat. Krakov, 1972.
- Sklepy mięsne. Krakov, 1975.
- List. Oda do wielości. Paříž, 1983.
- Jechać do Lwowa i inne wiersze'. Londýn, 1985.
- Płótno. Paříž, 1990.
- Dzikie czereśnie. Krakov, 1992. (Výbor)
- Ziemia ognista. Poznaň, 1994.
- Późne święta. Varšava, 1998. (Výbor)
- Trzej aniołowie. Krakov, 1998. (Výbor)
- Pragnienie. Krakov, 1999.
- Powrót. Krakov, 2003.
- Mistyka dla początkujących. Mystique pour débutants. Krakov, 2005. (Bilingvní výbor)
- Anteny. Krakov, 2005. (Nominace na cenu Śląski Wawrzyn Literacki, květen 2006)
- Niewidzialna ręka. Kraków 2009
- Asymetria. Kraków 2014

### Próza
- Ciepło, zimno. Varšava, 1975.
- Słuch absolutny. Krakov, 1979.
- Cienka kreska. Krakov, 1983.

### Eseje
- Drugi oddech, 1978.
- Solidarność i samotność, 1986.
- Dwa miasta, 1991.
- W cudzym pięknie. Krakov, 1998.
- Obrona żarliwości. Krakov, 2002.
- Poeta rozmawia z filozofem. Krakov 2007
- Lekka przesada. Krakov 2013

### Česky vyšlo
- Slovo a zeď. Samizdat, 1987 a 1988, obsahuje básně Blesky, Železo a Malá písnička o cenzuře; překlad Daniela Lehárová
- Vítr ve větvích. BB/art, Praha, 2004 (výbor ze sbírek Dopis. Óda na mnohost, Jet do Lvova, Plátno, Ohnivá země, Touha; překlad Daniela Lehárová)
- Neviditelné věci. Protimluv, Ostrava, 2015 (výbor ze sbírek Návrat, Antény, Neviditelná ruka a Asymetrie; překlad Michael Alexa)

## Ocenění
- Cena Nadace A. Jurzykowského (1968)
- Cena Nadace Kościelských (1975)
- Cena Kurta Tucholského (1985)
- Prix de la Liberté francouzského Pen Clubu (1987)
- Cena Vilenica (1996)
- Mezinárodní literární cena Neustadt (2004)
- European poetry prize (2010)
- Cena Jana Parandowského (2015)
- Cena Heinricha Manna (2015)
- Cena Jeana Améryho (2016)
- Cena Leopolda Lucase (2016)
- Griffin Prize (2016)